# Дубровачки трамвај
Електрични трамвај у Дубровнику пуштен је у саобраћај 22. децембра 1910. године.
Постојале су две трамвајске линије: од Пила до Колодвора (железничке станице) те од Пила до Лапада.
Трамвајски саобраћај укинут је 20. марта 1970. године након саобраћајне несреће трамваја у којој је један путник изгубио живот.